# Le bon plaisir – Eine politische Liebesaffäre
Le bon plaisir – Eine politische Liebesaffäre (Originaltitel: Le bon plaisir) ist ein französisches Filmdrama von Francis Girod aus dem Jahr 1984 mit Catherine Deneuve und Jean-Louis Trintignant.

## Handlung
Claire Després wird die Handtasche gestohlen. Darin bewahrte sie den Liebesbrief eines früheren Geliebten auf. Dieser hat inzwischen Karriere gemacht und es bis ins Amt des französischen Staatspräsidenten geschafft. Was den Brief in falschen Händen so bedrohlich macht, ist die Tatsache, dass Claire einst vom höchsten Mann im Staat schwanger geworden war und er sie zur Abtreibung gedrängt hatte. Doch Claire ging stattdessen in die Vereinigten Staaten und brachte dort einen Sohn namens Mike zur Welt. Der Präsident, der inzwischen von der Existenz seines zehnjährigen Sohnes erfahren hat, befürchtet, ein uneheliches Kind könne seinen Ruf schädigen. Auch der Innenminister ist besorgt.
Der Handtaschendieb Pierre trifft sich derweil mit dem Journalisten Herbert, der die Opposition unterstützt, und reicht ihm ein Etui mit dem Brief des Präsidenten. Nachdem Claire von einem Aufenthalt in den Vereinigten Staaten in ihr Haus in Paris zurückgekehrt ist, stattet ihr der Präsident einen Besuch ab, um sie auf den zu erwartenden Presserummel vorzubereiten. Claire soll den Journalisten erzählen, dass ihr Kind von einem anderen Mann stamme und der Brief eine Fälschung sei. Beide geraten darüber in Streit. Nachdem der Präsident ihr Haus verlassen hat, stellt sich heraus, dass Claire ihr Gespräch heimlich auf eine Tonbandkassette aufgenommen hat. Pierre ruft daraufhin bei einem Radiosender an und verkündet in einer Sendung, dass der Präsident Kinder nicht leiden könne. Der Anruf wird in eine Kneipe zurückverfolgt. Pierre und andere Besucher der Kneipe werden festgenommen. Anhand der Stimme will die Polizei herausfinden, wer den Radioanruf getätigt hat. Pierre kann jedoch nicht überführt werden und kommt wieder frei.

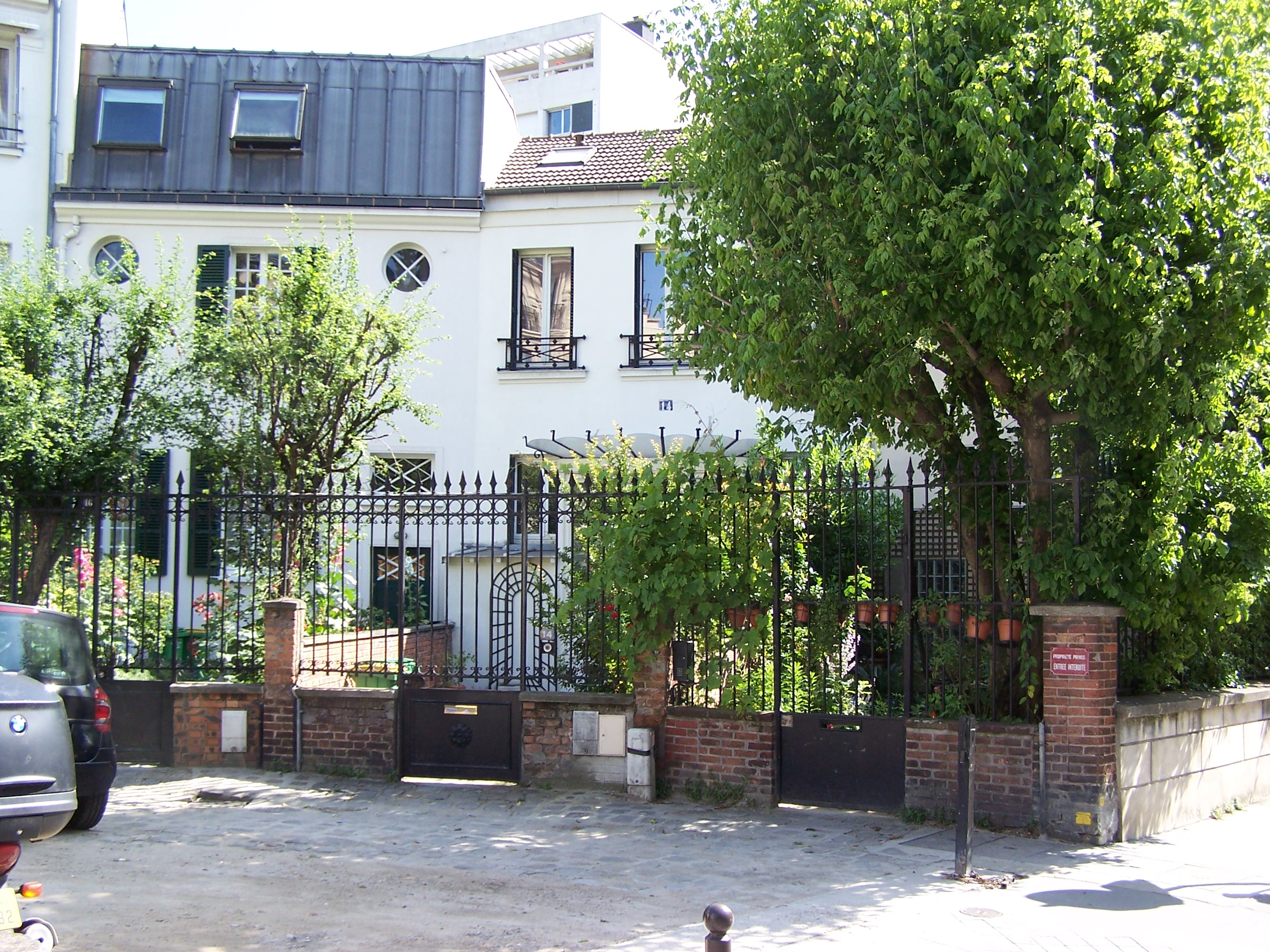
Claires Haus im Film

Die Präsidentengattin ist schockiert, als sie erfährt, dass ihr Mann mit einer anderen Frau ein Kind hat. Sie selbst ist unfruchtbar und fühlt sich gedemütigt nach allem, was sie für ihren Mann getan hat. Sie gibt ihm schließlich zu verstehen, dass sie nur noch bis zum Ende seiner Amtszeit ihrer Pflicht nachkommen und dann die Scheidung in die Wege leiten werde. Mike, der bei einer Freundin Claires in Connecticut lebt, fliegt auf Bitte seiner Mutter nach Frankreich. Er und Claire halten sich zunächst in einem Hotel auf, wo Claire ihren Anwalt darum bittet, die Kassette von ihrem Streit mit dem Präsidenten in einem Schließfach einer Schweizer Bank zu deponieren. Nachdem Pierre zum wiederholten Mal vor Claires Haus aufgetaucht ist, gerät er erneut ins Visier der Polizei. Hilfesuchend wendet er sich an Herbert, der ihn nach Genf schickt, wo sie sich später erneut treffen.
Claire und Mike werden schließlich zu einer Residenz des Präsidenten gebracht. Während das Staatsoberhaupt versucht, etwas Zeit mit seinem Sohn zu verbringen und ihn näher kennenzulernen, schreibt Pierre einen Brief an Claire. Pierre möchte ihr den Brief des Präsidenten und ihr gestohlenes Geld zurückgeben, wenn er im Gegenzug nicht länger strafrechtlich verfolgt wird. Zurück in Paris trifft Pierre eines Abends bei Claire ein und gibt ihr den Brief zurück. Claire verbrennt den Brief und erlaubt Pierre, von ihrem Telefon aus seine Mutter und Herbert anzurufen. Kurz nachdem Pierre ihr Haus verlassen hat, lauern ihm zwei Polizisten auf. Als sie ihn festnehmen wollen, läuft er auf eine Straße und wird von einem Auto totgefahren. Nachdem Herbert bei einer Unterredung mit dem Innenminister von Pierres Tod erfahren hat, lässt er eine Fotokopie, die er vom Brief gemacht hatte, in einer Druckerei vervielfältigen. In seiner Wohnung verbrennt er anschließend zahlreiche Unterlagen. Als es an seiner Tür klingelt und er annimmt, es sei die Polizei, greift er zu einer Waffe und erschießt sich. Claire, die mit Mike inzwischen nach Amerika zurückgekehrt ist, erfährt von Pierres Tod aus einer Zeitung. Die Polizei in Paris hält unterdessen einen Lieferwagen an, der gerade den mannigfach abgedruckten Brief des Präsidenten in Umlauf bringen sollte. Der Innenminister nimmt die Briefe in Gewahrsam und nimmt anschließend an einer Sitzung mit dem Präsidenten teil.

## Hintergrund

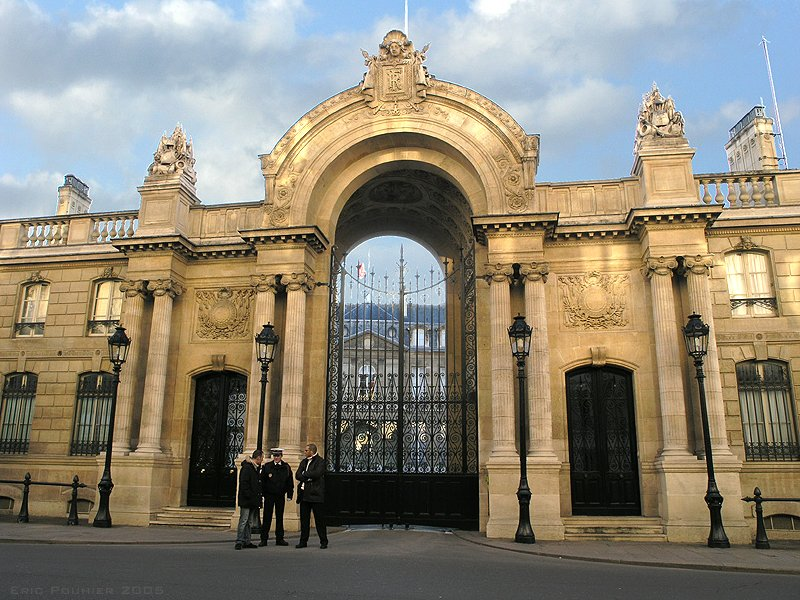
Das Eingangstor zum Élysée-Palast in Paris, ein Drehort des Films

Als literarische Vorlage diente der in Frankreich zum Bestseller gewordene Roman Le bon plaisir (1983) von Françoise Giroud, die von 1974 bis 1976 als Staatssekretärin für Frauenfragen unter dem damaligen französischen Staatspräsidenten Valéry Giscard d’Estaing gearbeitet hatte. Gemeinsam mit Regisseur Francis Girod schrieb sie auch das Drehbuch.
Die Dreharbeiten fanden unter anderem an Originalschauplätzen in Paris statt. Das Eingangstor des Élysée-Palasts ist mehrfach im Film zu sehen. Claires Haus befindet sich im Film an einem fiktiven Platz, der als Hommage nach dem Filmemacher Jacques Becker benannt wurde. Das Gebäude  befindet sich eigentlich an der Rue Hallé 14 im 14. Arrondissement von Paris.
Le bon plaisir – Eine politische Liebesaffäre kam am 18. Januar 1984 in die französischen Kinos, wo rund 1,2 Millionen Zuschauer verbucht werden konnten. In Deutschland wurde der Film erstmals am 18. April 2002 von Arte im Fernsehen gezeigt.

## Kritiken
Dem Lexikon des internationalen Films zufolge sei der Film seinerzeit „als pure Spekulation abgetan“ worden. Verglichen mit späteren „politische[n] Erfahrungen“ nehme „er jedoch einen anderen Stellenwert ein, sodass die inszenatorische Hochglanzverpackung, hinter der sich das recht schmutzige Spiel entwickelt, als ironische Spitze interpretiert werden kann“. Cinema befand, dass der Film „elegant am Lack polierter Machtpolitiker [kratzt]“.

## Auszeichnungen
Bei der César-Verleihung 1985 war der Film in den beiden Kategorien Bestes Drehbuch (Françoise Giroud, Francis Girod) und Bester Nachwuchsdarsteller (Hippolyte Girardot) nominiert, konnte sich jedoch nicht gegen die Konkurrenz durchsetzen.

## Deutsche Fassung
| Rolle         | Darsteller             | Synchronsprecher |
| ------------- | ---------------------- | ---------------- |
| Innenminister | Michel Serrault        | Eric Vaessen     |
| Präsident     | Jean-Louis Trintignant | Joachim Kerzel   |
| Herbert       | Michel Auclair         | Klaus Kindler    |